# 凱爾索鎮區 (密蘇里州斯科特縣)
凱爾索鎮區（英語：Kelso Township）是位於美國密蘇里州斯科特縣的一個行政鎮區。

## 地方資料
凱爾索鎮區的面積為175.74平方千米，當中陸地面積為171.01平方千米，而水域面積為4.73平方千米。根據2020年美國人口普查的數據，當地共有人口10165人，而人口密度為每平方千米57.84人。